# Ragnar Frunck
För seriefiguren se Ragnar Frunck (seriefigur)

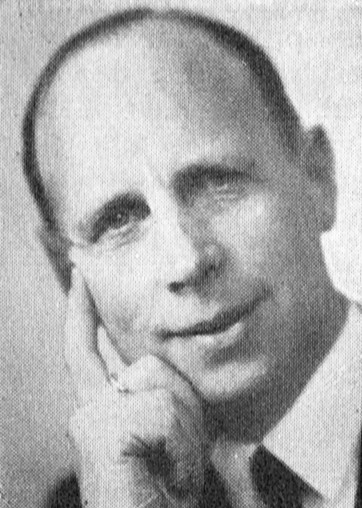
Ragnar Frunck.

Karl Emil Ragnar Frunck född 20 augusti 1896 i Adolf Fredriks församling, Stockholm, död 11 oktober 1983 i Oscars församling, Stockholm var en svensk järnhandlare och entreprenör verksam i Stockholm. Frunck var idrottsligt aktiv och räknas till vattenskidsportens pionjärer i Sverige.

## Biografi

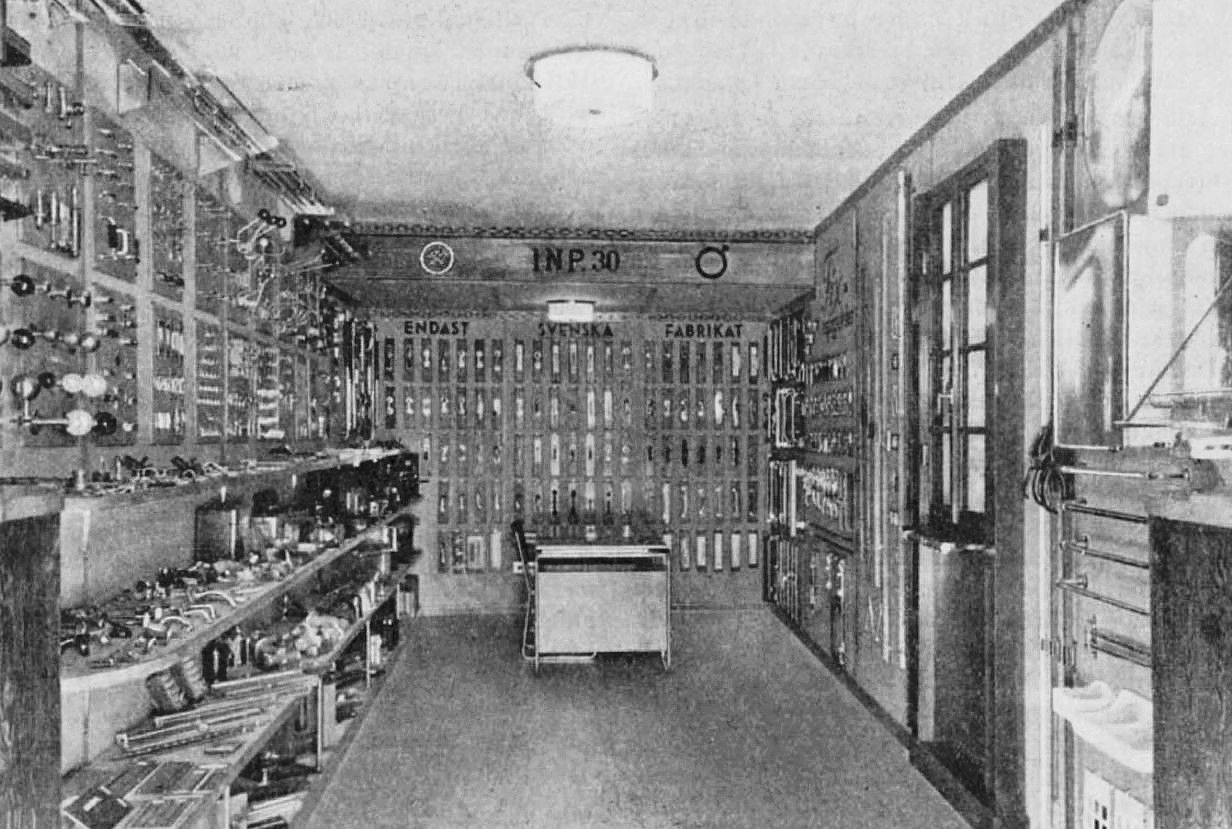
Fruncks järnaffär 1937.

Ragnar Frunck var son till stationsinspektoren Arvid Frunck och dennes hustru Ellen Hindmash, Han tog anställning i järnhandelsbranschen 1911 och blev 1928 ägare av en järnaffär på S:t Eriksgatan 86 i Stockholm, från 1939 Ragnar Fruncks järnaffär AB.  Bland de varor som han sålde och som uppmärksammats i senare tid var dörrar till de skyddsrum som inreddes i bostadshus under andra världskriget.
Frunck sålde sin järnaffär 1965 för att pensionera sig men startade 1966 företaget Bastuspecialisten Ragnar Frunck AB. Affärsidén var att leverera och installera kompletta bastuer i källarutrymmen i familjebostäder, något som kom på modet vid denna tid. Verksamheten, som fortgår idag (2017) under oförändrat namn, har sedan utvidgats att omfatta annan badrumsutrustning samt braskaminer av olika slag. Frunck drev verksamheten till 1977, då Nils-Olof Westberg (född 1947), som varit med från starten 1966, tog över.
Frunck var en pionjär inom vattenskidsporten, som han prövade första gången 1947. År 1951 var han med och grundade och blev ordförande i Sveriges första vattenskidklubb, idag med namnet Nacka vattenskidklubb, och han sålde vattenskidutrustning genom sina affärsföretag. Han blev också känd för sina långfärder på vattenskidor och skall ha stått på vattenskidor från Stockholm över Ålands hav till Mariehamn på sin 80-årsdag.
Ragnar Frunck var riddare av Vasaorden. Han var gift två gånger och hade två döttrar i vartdera äktenskapet.
Han är gravsatt tillsammans med sin andra hustru Irene Frunck, född Andersson (1912–1985) på Norra begravningsplatsen utanför Stockholm.